# 外交フォーラム
『外交フォーラム』（がいこうフォーラム）は、都市出版株式会社が発行していた外交専門の月刊誌である。

## 概要
1988年10月創刊。毎月8日発売。発行部数3万部。外交官や学者が外交に関する論文を発表する外交専門誌である。季刊の英語版『Gaiko Forum』も発行している。
発行部数の約1/3にあたる約9,000部を外務省が買い上げて内外に配布していたが、2009年11月の事業仕分け (行政刷新会議)において、買い上げ予算が廃止と判定された。この判定に対して、同年12月には、東京大学教授の北岡伸一、山内昌之らが反対の緊急声明を発表した。
同誌の配布に関しては、第三種郵便制度の利用が郵便法違反に当たるとの指摘がなされていた。
2010年2月16日、買い上げ廃止による部数減で2010年度以降の発行継続が困難となったため、2010年3月8日発売の4月号をもって休刊した。